# Lang Liêu
Hùng Vương thứ VII, tên là Lang Liêu (chữ Hán: 郎僚), cũng gọi Tiết Lang Liêu, là một vị vua theo truyền thuyết của nước Văn Lang trong lịch sử Việt Nam.
Hình tượng Lang Liêu đã được dân gian hóa qua sự tích về bánh chưng, bánh giầy.

## Bánh chưng - Bánh giầy
Sau khi Hùng Vương thứ 6 phá được giặc Ân, nhân quốc gia vô sự, vua muốn truyền ngôi cho con, bèn triệu 22 vị quan lang lại mà phán rằng: Ta muốn truyền ngôi cho kẻ nào làm ta vừa ý, cuối năm nay mang trân cam mỹ vị đến để tiến cúng tiên vương cho ta được tròn đạo hiếu thì sẽ được ta truyền ngôi.
Các Vương tử đều đua nhau đi tìm của ngon vật lạ khắp trên cạn dưới bể, nhiều không sao kể xiết. Duy có vị công tử thứ 18 là Lang Liêu, bà mẹ trước kia vốn bị vua ghẻ lạnh, vì cô đơn mà chết, tả hữu ít người giúp đỡ, khó xoay xở nên đêm ngày lo lắng, mộng mị bất an. Một đêm kia, mộng thấy có thần nhân tới nói rằng: Các vật trên trời đất và mọi của quý của người không gì bằng gạo. Gạo có thể nuôi người khỏe mạnh mà ăn không bao giờ chán, các vật khác không thể hơn được. Nay đem gạo nếp làm bánh, cái hình vuông, cái hình tròn để tượng trưng hình trời đất rồi dùng lá bọc ngoài, ở trong cho mỹ vị để ngụ ý công đức sinh thành lớn lao của cha mẹ. Lang Liêu tỉnh dậy, mừng rỡ mà nói rằng: Thần nhân giúp ta vậy!
Nói rồi bèn theo lời dặn trong mộng mà làm, chọn thứ gạo nếp trắng tinh, lặt lấy những hạt tròn mẩy không bị vỡ, vo cho thật sạch, lấy lá xanh bọc xung quanh thành hình vuông, cho trân cam mỹ vị vào bên trong để tượng trưng cho trời đất vạn vật rồi nấu chín, gọi là bánh chưng. Lại lấy gạo nếp nấu chín, giã cho nát, nặn thành hình tròn, tượng trưng cho trời gọi là bánh giầy.
Đến kỳ, Hùng vương vui vẻ truyền các con bày vật tiến lên. Xem qua khắp lượt, thấy không thiếu thứ gì. Duy có Lang Liêu chỉ tiến dâng bánh chưng và bánh giầy. Vua kinh ngạc mà hỏi, Lang Liêu đem giấc mộng thuật lại. Vua đem nếm, thấy ngon miệng không chán, hơn hẳn các thức của các con khác, tấm tắc khen hồi lâu rồi cho Lang Liêu được nhất. Đến ngày Tết, vua thường lấy bánh này dâng cúng cha mẹ. Thiên hạ bắt chước, đến nay nhiều món khác được làm ra biến tấu nhiều kiểu với nếp và nhân bên trong ví dụ món Jié liào (節料) hình tam giác dùng trong các lễ hội biển hồ sông nước mang tính thủy.
Hùng Vương bèn truyền ngôi cho Liêu, anh em 21 người đều được chia giữ các nơi phiên trấn, tụ tập bộ đảng mà thành phiên quốc. Về sau, các tướng tranh giành nhau thường dựng mộc sách (hàng rào bằng gỗ) để phòng ngự; cho nên, từ đó mới có sách, thôn, trang,...

## Người vợ
Truyện kể rằng, núi rừng Tam Đảo xưa đã sinh ra một người con gái tên là Ngọc Tiêu, tóc nàng dài mượt như dòng suối e ấp, môi nàng hồng đỏ như hồ xanh, da nàng trắng như mây trời của Tam Đảo. Giặc Ân tràn đến cướp phá nước ta. Vua Hùng cho sứ giả truyền loa kêu gọi mọi người chống giặc. Nàng tiên ở Tam Đảo cũng gia nhập dưới cờ của chàng Lang Liêu. Sau khi đánh phá tan giặc được Ân, nàng lại trở về với núi Tam Đảo.
Vua Hùng đã già, muốn tìm người tài trong số các con mình để truyền ngôi. Lang Liêu dâng bánh chưng, bánh giầy tượng trưng của trời đất, và được nối ngôi vua. Đến ngày lập hoàng hậu chàng bỗng thấy nhớ da diết người con gái xinh đẹp đã cùng mình đánh giặc Ân thuở nào. Nhà vua trẻ tìm lên vùng núi Tam Đảo mong gặp lại. Nhà vua đón nàng về cung làm lễ cưới. Nàng được tôn là bà chúa Thượng Ngàn của núi rừng Tam Đảo và được lập đền thờ.
Theo thần tích ở đền Tam Đảo, bà họ Lăng tên là Tiêu, còn gọi là Cẩm Giang, người thôn Đông Lộ vốn do khí núi linh thiêng mà sinh ra, không phải người thường, thoắt ẩn, thoắt hiện thiêng liêng khắp mọi nơi. Thời phong kiến sắc phong là Tam Đảo Sơn Trụ Quốc Mẫu Tối Linh Đại Vương.

## Chú thích

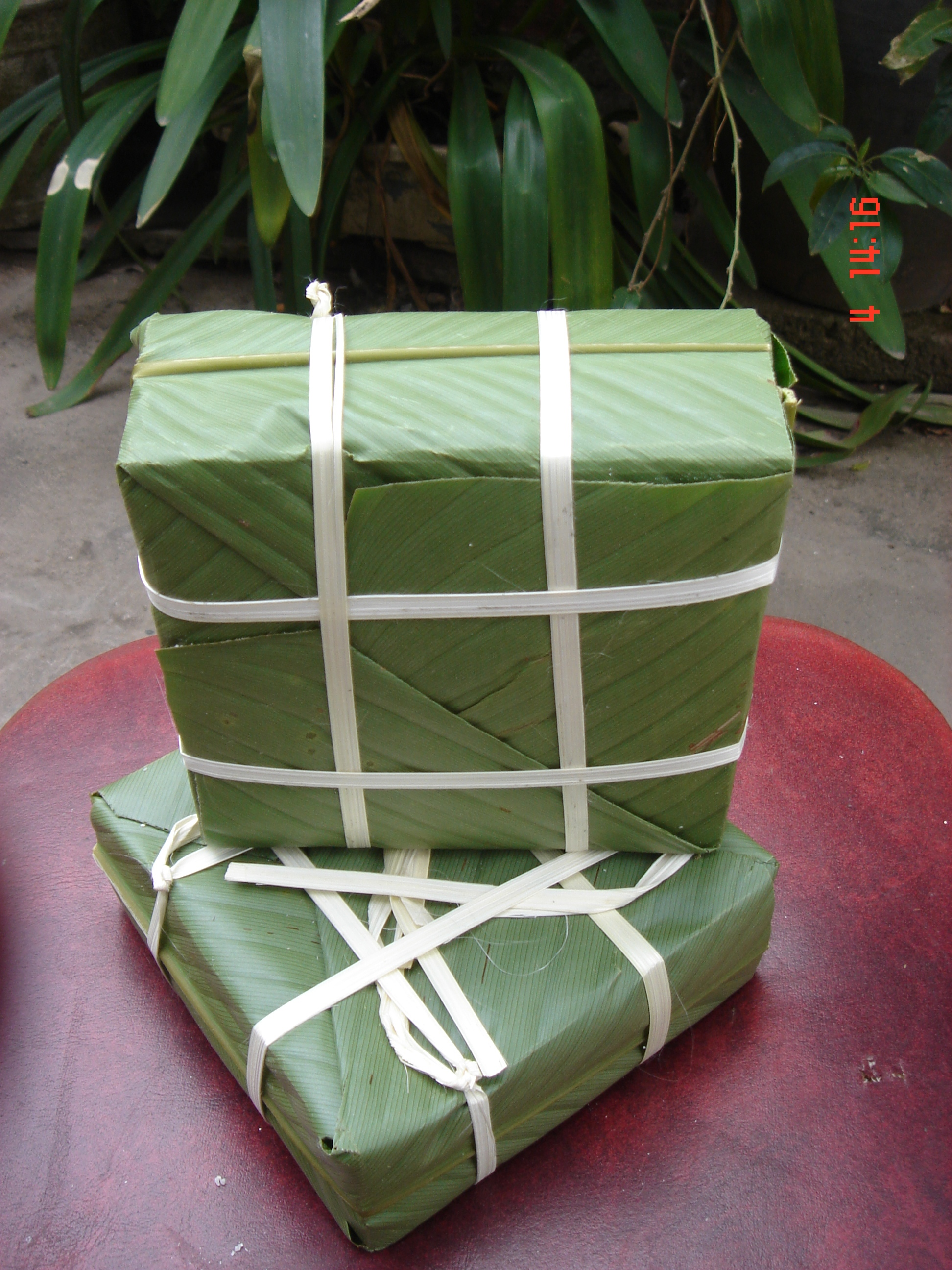
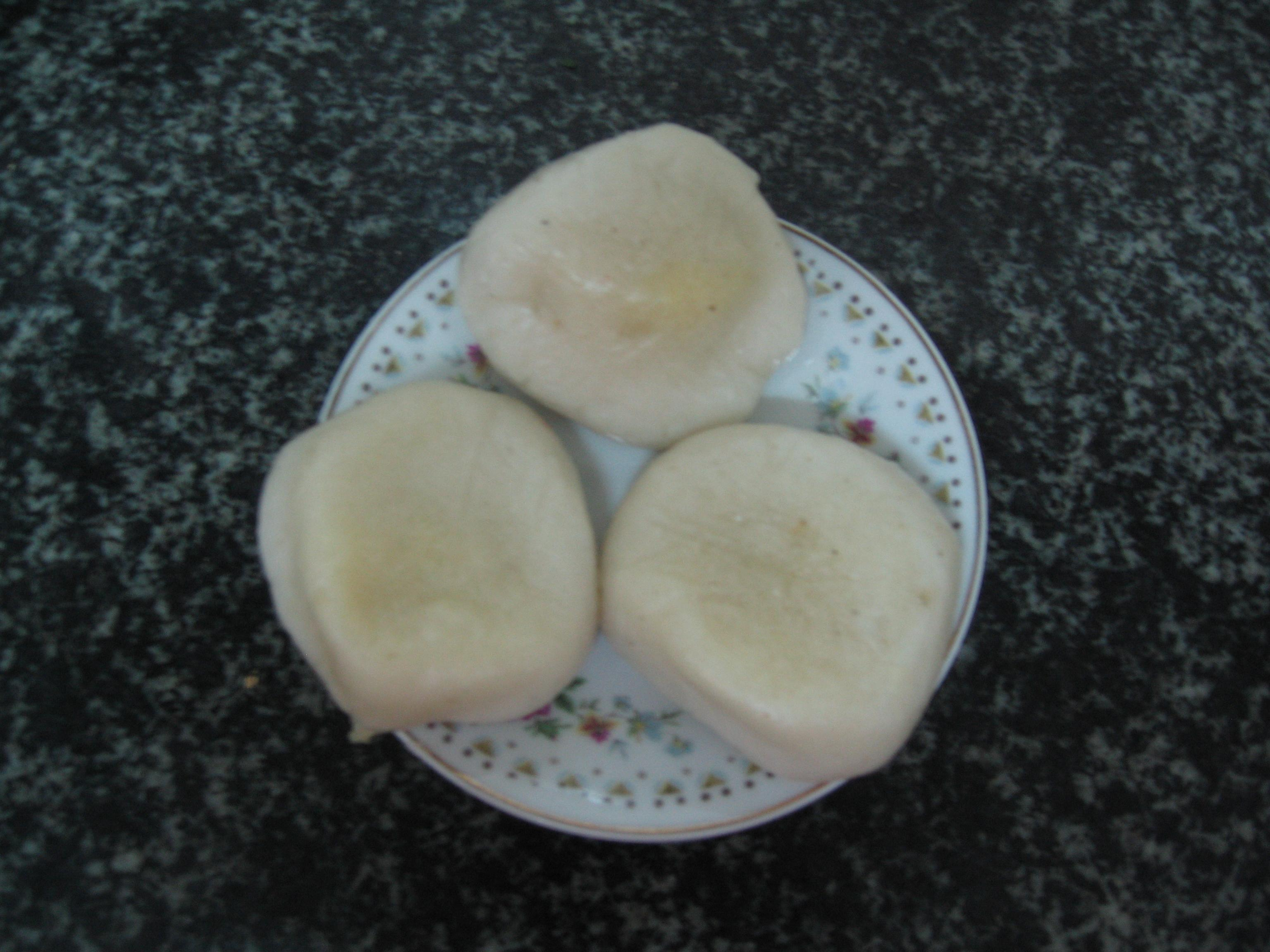